# Cabucala striolata
Cabucala striolata är en oleanderväxtart som beskrevs av Marcel Pichon. Cabucala striolata ingår i släktet Cabucala och familjen oleanderväxter. Inga underarter finns listade i Catalogue of Life.